# Christian Dvorak
Christian Dvorak (Municipio de Palos, Illinois, 2 de febrero de 1996), apodado Dvo, es un jugador profesional estadounidense de hockey sobre hielo que se desempeña en la posición de centro en Montreal Canadiens, equipo de la National Hockey League (NHL).

## Carrera
Fue seleccionado en la segunda ronda en la NHL Entry Draft de 2014. En 2016 hizo su debut profesional con el equipo Arizona Coyotes, en el cual jugó cinco temporadas (2016-2021), después pasó a Montreal Canadiens, donde lleva jugando tres temporadas.